# Xanthophyllum ramiflorum
Xanthophyllum ramiflorum là một loài thực vật có hoa trong họ Polygalaceae. Loài này được Meijden miêu tả khoa học đầu tiên năm 1970.